# 美国第二银行
美国第二银行（Second Bank of the United States）是美國第二家国家银行，在1816年获得营业授权，即美国第一银行失去授权之后5年。与第一银行一样，美国第二银行也得到了20年的营业授权，最初的总部也设在费城木匠厅，也在全国各地设分支机构，也未能延长其营业授权。授权就意味著該銀行可以在美國多个州设立分行，而其他銀行只能在美國一個州設立分行。美国第二银行有權阻止国家或私人贷款机构无节制地发行纸币，而且聯邦政府還會將自己的存款存入該銀行。美國聯邦政府是美国第二银行的最大股東。該銀行20%的股份由聯邦政府持有，另外80%的股份由4000名投資者持有。美国第二银行不是中央銀行，因為其不制定货币政策，也不能监管私人银行。
许多在1811年曾拒绝延长美国第一银行营业授权的国会议员，却批准了第二银行的营业授权。这是因为在1812年战争中，美国经历严重的通货膨胀。
1836年後，第二銀行成爲一個普通的私有銀行。1841年，第二银行破产。
目前，第二银行大楼是一个美术馆，展出美国早期杰出人物的肖像画，每天免费开放，属于国家独立历史公园的一部分。